# 松下砂稚子
松下 砂稚子（まつした さちこ、1934年〈昭和9年〉10月16日 - 2008年〈平成20年〉11月22日）は、日本の女優。夫は俳優の川辺久造。趣味は旅行。

## 来歴・人物
目黒高校卒。
1953年文学座研究所座員となり、1955年「シラノ・ド・ベルジュラック」の尼僧役で初舞台。主に舞台を中心と活躍する。
2008年11月22日午前0時38分、胃癌のため東京都内の病院で死去。74歳没。

## 出演

### 映画
- 黒い画集 ある遭難（1961年、東宝） - 江田夫人
- 情炎（1967年）
- 日蓮（1979年）
- 火まつり（1985年）

### テレビドラマ
- 松本清張シリーズ・黒の組曲 第29話「顔」（1962年、NHK総合）
- 鬼平犯科帳　※八代目松本幸四郎版　第1シリーズ
  - 第10話「女掏摸（めんびき）お富」（1969年、NET・東宝） - おこう 役
  - 第28話「縄張り」（1970年、NET / 東宝） - お才 役
- 大坂城の女（1970年、KTV / 東映） - 宮内卿局 役
  - 第16話「狙われた幼君」
  - 第17話「忠義の報酬」
- 帰ってきたウルトラマン 第15話「怪獣少年の復讐」（1971年、TBS / 円谷プロ） - 加藤進の母 役
- ジキルとハイド 第9話「天使の仮面」（1973年、CX）
- 走れ!ケー100 第46話「噴火だ! 救助隊出発 －阿蘇の巻－」（1974年、TBS）
- 大河ドラマ （NHK総合）
  - 元禄太平記（1975年） - 柏木 役
  - 獅子の時代（1980年） - 中野こう子 役
  - 花の乱（1994年） - 老侍女 役
- 夫婦旅日記 さらば浪人 第6話「花におう里」（1976年、CX）
- 八甲田山（1978年、MBS）
- ゆうひが丘の総理大臣 第6話「ライバルって何ですか?」（1979年、NTV）
- 大空港 第20話「恐怖の復讐!! 特捜部25時間の斗い」（1979年、CX）
- 雄気堂々・若き日の渋沢栄一（1982年、NHK総合）
- 3年B組貫八先生（1982年 - 1983年、TBS）
- 銀河テレビ小説（NHK総合）
  - つかこうへいのかけおち'83（1983年7月25日 - 1983年7月29日） - 母 役
- 木曜ゴールデンドラマ / 女・おんなの意地! （1984年、YTV）
- 花王愛の劇場 （TBS）
  - 女に生まれて（1988年）
  - ひとり家族（1994年）
- 土曜ワイド劇場 / 山陽・東海道殺人ルート（1990年、ANB）
- 東芝日曜劇場 / 濡れ落ち葉はいやよ（1990年、TBS）
- 鳥帰る（1996年5月4日、NHK総合）
- 愛の劇場 / 温泉へGo!（2008年、TBS）

### その他の番組
- はばたけ!真理ちゃん（1974年、TBS）
- 一枚の写真（1992年、CX）

### 舞台
- 三人姉妹
- 欲望という名の電車
- ガラスの動物園
- ハムレット
- 湖のまるい星
- 一九八一・嫉妬
- サド侯爵夫人
- 家路
- 薔薇の花束の秘密
- 御意にまかす
- 四谷怪談
- メディア
- リチャード三世
- 愛の森 清盛をめぐる女人たち
- あきらめない、夏 2004

### 吹き替え
- 第三の男（アンナ・シュミット（アリダ・ヴァリ））

## 受賞歴
- 第16回紀伊國屋演劇賞個人賞
- 第46回文化庁芸術祭賞